# Colin Jost
Colin Kelly Jost (New York, 29 juni 1982) is een Amerikaanse komiek, acteur en schrijver. Hij schrijft sinds 2005 voor Saturday Night Live en sinds 2014 co-presentator voor Weekend Update. Hij diende ook als een van de co-hoofdschrijvers van de show van 2012 tot 2015, en kwam later terug als een van de hoofdschrijvers van de show in 2017.

## Vroege leven
Colin Jost is geboren en getogen in New York in de wijk Grymes Hill van het stadsdeel Staten Island. Hij studeerde aan Harvard University,  waar hij in 2004 cum laude afstudeerde in geschiedenis en literatuur, met een focus op Russische en Britse literatuur. Toen hij op Harvard zat was hij president van de Harvard Lampoon.

## Carrière
Terwijl hij op Harvard zat won Jost $ 5.250 op een universiteitseditie van Weakest Link. Na zijn afstuderen werkte hij als verslaggever en redacteur voor de Staten Island Advance. Hij werd vervolgens ingehuurd als schrijver voor de kortstondige Nickelodeon-animatieshow, Kappa Mikey. Na het verlaten van de show stuurde hij een schrijfpakket en werd in 2005 aangenomen als schrijver bij NBC's Saturday Night Live.
Jost noemt Norm Macdonald als een primaire invloed voor zijn Update-presenteerwerk, aangezien het Macdonalds toon was waarmee Jost op de middelbare school opgroeide. Hij noemt ook Tina Fey als invloed. Naast Weekend Update maakte Jost een korte gastoptreden als gouverneur van Ohio, John Kasich, in een schets van het Republikeinse presidentiële debat.
Jost heeft in meerdere rollen gewerkt die te maken hebben met komedie. Hij trad op als stand-upcomedian en verscheen op Late Night with Jimmy Fallon, TBS en HBO. Hij werd geselecteerd als "New Face" op het Montréal Just for Laughs-festival in 2009 en is sindsdien verschenen op het Chicago Just for Laughs-festival in 2011 en 2012 en het Montréal-festival in 2010 en 2012. Jost heeft vier "Shouts and Murmurs"-stukken gepubliceerd in The New Yorker magazine en heeft ook bijgedragen aan The New York Times Magazine, The Huffington Post, The Staten Island Advance en Radar. Hij schreef het scenario van en speelde een ondergeschikte rol in de komische film Staten Island Summer uit 2015, en hij had ook een ondergeschikte rol als Paul in de romcom-functie How to Be Single uit 2016. Eind 2018 speelde Jost samen met Aaron Rodgers, quarterback van de Green Bay Packers, in een reclamecampagne voor Izod.
In juli 2020 bracht Jost zijn memoires uit met de titel A Very Punchable Face: A Memoir. Het boek werd goed ontvangen en verscheen op de New York Times Bestseller List.

## Privéleven
Jost kreeg in mei 2017 een relatie met actrice Scarlett Johansson. In mei 2019 verloofden Jost en Johansson zich. Ze trouwden in oktober 2020.

## Trivia
Jost verscheen op 4 maart 2019, samen met Michael Che, in een aflevering van WWE 's Monday Night Raw.

## Filmografie
| Jaar | Film                | Rol                    | Opmerkingen   |
| ---- | ------------------- | ---------------------- | ------------- |
| 2015 | Staten Island zomer | Officier Greg Callahan | Ook schrijver |
| 2016 | How to Be Single    | Paul                   |               |
| 2021 | Tom & Jerry (film)  | Ben                    |               |
| 2021 | Coming 2 America    | Calvin Duke            |               |
| 2022 | Worst Man           |                        | Ook schrijver |

### Televisie
| Jaar       | Serie                                       | Rol                 | Opmerkingen                                          |
| ---------- | ------------------------------------------- | ------------------- | ---------------------------------------------------- |
| 2002       | Weakest Link                                | Zichzelf            | Deelnemer                                            |
| 2005-heden | Saturday Night Live                         | Zelf, verschillende | Ook hoofdschrijver                                   |
| 2006       | Kappa Mikey                                 |                     | schrijver 7 afleveringen                             |
| 2017       | Saturday Night Live Weekend Update Thursday | Zichzelf            | 3 afleveringen; ook hoofdschrijver (11 afleveringen) |
| 2018       | 75e Golden Globe Awards                     |                     | schrijver                                            |
| 2018       | 70e Primetime Emmy Awards                   | Zelf (gastheer)     | TV speciaal                                          |
| 2019       | WWE Raw                                     | Zichzelf            | Speciale gast (2 afleveringen)                       |
| 2019       | WrestleMania 35                             | Zichzelf            | Speciale gast                                        |